# Kurali (Meemu-atol)
Kurali is een van de onbewoonde eilanden van het Meemu-atol behorende tot de Maldiven.